# Ngô Bảo Châu

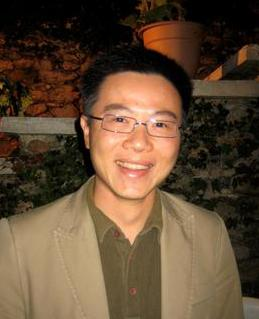
Ngo Bao Chau, Bures-sur-Yvette 2007

Ngô Bảo Châu, auch zitiert B.C. Ngô oder Ngô B.C., (* 28. Juni 1972 in Hanoi) ist ein vietnamesisch-französischer Mathematiker, der sich mit Zahlentheorie und automorphen Formen beschäftigt. Er erhielt 2010 die Fields-Medaille, sein Beweis des Fundamentallemmas im Langlands-Programm wurde vom Time-Magazin 2009 als eine der zehn bedeutendsten Entdeckungen des Jahres gewürdigt.

## Leben
Ngô Bảo Châu ist der Sohn von Ngô Huy Can, Physiker am nationalen vietnamesischen Institut für Mechanik. Sein mathematisches Talent fiel früh auf, mit 15 Jahren kam er in eine spezielle Gymnasial-Mathematik-Förderklasse der Staatlichen Universität von Vietnam. Er gewann zwei Goldmedaillen auf den Mathematikolympiaden.
Ngô Bảo Châu kam 1990 auf Einladung und mit einem Stipendium der französischen Kultusbehörden nach Frankreich und studierte 1992 bis 1995 an der École normale supérieure (und der Universität Paris VI). 1997 promovierte er bei Gérard Laumon an der Universität Paris-Süd in Orsay (Le Lemme fondamentale de Jacquet et Ye). Danach war er Chargé de Recherches des CNRS an der Universität Paris-Nord. Nach der Habilitation 2004 war er Professor an der Universität Paris-Süd in Orsay. Ab 2006 war er außerdem am Institute for Advanced Study. Für 2010 hat er eine Professur an der University of Chicago angenommen. Zusätzlich hat er seit 2005 einen vietnamesischen Professorentitel, ist seit 2011 Wissenschaftlicher Direktor des neugegründeten Vietnam Institute for Advanced Study in Mathematics und hat seit 2019 einen Lehrstuhl am Collège de France.
2004 erhielt er mit Laumon den Clay Research Award. 2006 war er Invited Speaker auf dem ICM (Fibration de Hitchin et structure endoscopique de la formule de trace). 2007 erhielt er den Oberwolfach-Preis für seinen Beweis der Fundamentallemma-Vermutung (aufgestellt von Robert Langlands 1979 und Diana Shelstad), die im Langlands-Programm wichtig ist (zur Stabilisierung der Spurformel). Zuvor hatte er mit Laumon einen Spezialfall (unitäre Gruppen) bewiesen, wofür beide den Clay Research Award erhielten. 2007 erhielt er den Sophie-Germain-Preis. 2010 erhielt er die Fields-Medaille und hielt einen Plenarvortrag auf dem ICM in Hyderabad (Indien) (Endoscopy of automorphic forms). Er ist Fellow der American Mathematical Society. 2012 wurde er in die American Academy of Arts and Sciences gewählt, 2016 in die Académie des sciences. 2021 wurde er zum Ehrenmitglied der London Mathematical Society gewählt.
Er ist verheiratet und hat drei Kinder.

## Schriften
- Le Lemme fondamentale pour les algebres de Lie. 2008, arxiv:0801.0446
- Laumon, Ngô: Le Lemme fondamentale pour les groupes unitaires, 2004, arxiv:math/0404454
- Fibration de Hitchin et endoscopie. In: Inventiones Mathematicae, 2006, Preprint 2004: arxiv:math/0406599v4
- mit Jochen Heinloth, Yun Zhiwei: Kloosterman sheaves for reductive groups. In: Annals of Mathematics, Band 177, 2013, S. 241–310